# Hamza (lettre)
Pour un article plus général, voir Écriture de l'arabe.
La hamza (en arabe هَمْزَة) est un signe de l'alphabet arabe qui note le « coup de glotte » [ʔ]. Bien que ce phonème fonctionne en arabe comme une consonne à part entière, et qu'elle serve en particulier de consonne radicale à de nombreuses racines, la hamza n'est pas considérée comme une lettre de cet alphabet. De ce fait, sa notation est atypique, mal stabilisée, et relativement complexe.
La hamza se présente le plus souvent avec un « support », et se comporte alors comme un diacritique ; mais est parfois écrite en ligne comme une lettre régulière. Les règles d'écritures de la hamza et de son support éventuel dépendent de la nature de la hamza, de sa place dans le mot, du vocalisme et de la syllabation.
Il existe deux types de hamza :
1. la hamza stable, qui appartient à la structure consonantique du mot et se prononce toujours ;
2. la hamza instable, attaque vocalique que l'on ne trouve qu'en début de mot, et qui ne se réalise comme un coup de glotte que si le mot en question est en début de phrase ou se trouve après une pause. Ailleurs dans l'énoncé, la hamza et sa voyelle ne se prononcent pas.

## Historique

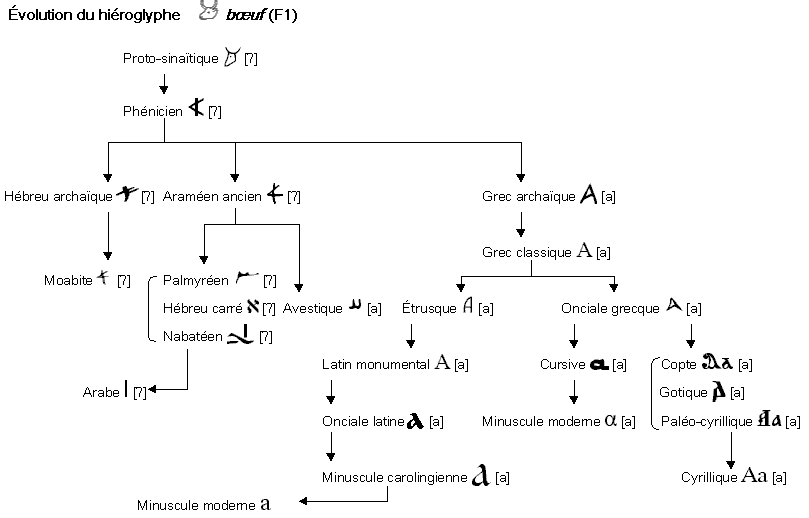
Évolution du Aleph.

### Valeurs variables du «coup de glotte»
La hamza n'est pas considéré comme une lettre dans la doctrine classique ; et contrairement aux 28 lettres de l'alphabet arabe, elle n'a aucun équivalent dans aucune autre écriture sémitique. Elle n'a vu le jour que vers le VIIIe siècle. L'invention de ce nouveau graphème qu’est la hamza est étroitement liée à une modification de la signification de la lettre alif, qui, au VIIIe siècle, a perdu son sens historique, pour devenir un signe de prolongation des voyelles.
Dans les alphabets sémitiques dérivés de l'alphabet araméen, le coup de glotte correspond normalement à la première lettre de l'alphabet, aleph.
Mais l'arabe étant plus dépendant des voyelles que son modèle nabatéen, la nécessité d'indiquer celles-ci s'est fait très rapidement sentir. À cette fin, l'arabe a utilisé les trois lettres alif, ya et waw comme signe de prolongation, pour indiquer respectivement les voyelles longues ā, ī et ū. Ce rôle de signe de prolongation était déjà présent en nabatéen et en araméen.
Sur le plan phonétique, par ailleurs, le « coup de glotte » était plus ou moins marqué suivant les dialectes. Sa position de consonne faible entre deux voyelles se transformait souvent en une simple articulation entre ces voyelles, qui, suivant les couples de voyelles considérées, pouvait prendre la forme d'un allongement ou d'une semi-voyelle, se retrouvant alors transcrit par l'une des trois lettres alif, ya et waw. Dans ce contexte phonétique, le ya et le waw conservent également leur rôle de semi-consonne (valant respectivement y et w), mais le alif perd complètement son rôle de consonne, et ne sert plus que comme lettre de prolongation du a, qu'il soit ou non substitut du coup de glotte.
C'est dans ce contexte que l'alphabet arabe s'est fixé, et que les premières versions du Coran ont été mises par écrit.
Dans cette notation, les trois lettres alif, ya et waw peuvent correspondre à un signe de prolongation d'une voyelle, ou à la trace d'un coup de glotte ; et le ya et le waw peuvent de plus avoir leur rôle originel de semi-consonne.
Cependant, si l'alphabet arabe a été fixé en référence à un dialecte sans coup de glotte, le dialecte de référence pour la transmission orale du Coran avait en revanche conservé le « coup de glotte » comme consonne à part entière. Il était donc nécessaire de préciser son emplacement aux endroits où il apparaissait. La hamza fut alors introduite comme signe diacritique, dérivée du ʿayn phonologiquement similaire, pour indiquer l'emplacement de ce coup de glotte, en complément aux trois lettres alif, ya et waw qui en avaient noté l'articulation. Ces trois lettres sont à présent conservées comme « support » ou « siège » de la hamza, mais sont en principe sans valeur phonétique.

### Hésitations et tolérances modernes dans l'écriture

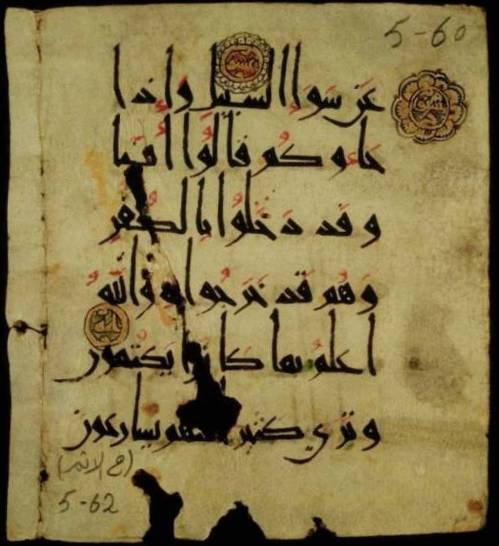
Coran de 671 : des diacritiques ont été rajoutés sur une écriture koufique.

L'écriture de cette hamza a toujours été une difficulté, même en arabe classique, parce qu'elle était absente des premiers manuscrits coraniques, et parce qu'elle disparaît dans de nombreux environnements phonétiques.
De nos jours, les règles gouvernant le support de la hamza sont toujours en principe celles de l'arabe classique (et ses priorités « i, u, a, ø »), mais les académies ont introduit des tolérances nouvelles dans la pratique moderne. En position initiale, la hamza (toujours supportée par un alif) tend à ne plus être qu'implicite, en particulier lorsqu'elle est mobile ; et quand elle est notée, l'est sans faire la différence entre l'initiale « ʾi » (notée avec une hamza souscrite إ) et les autres (avec hamza suscrite أ).
L'arabe est réticent à écrire deux waw de suite ; et les académies acceptent que le support puisse être assez systématiquement un alif maqṣūra quand il doit être suivi d'un waw :
On écrira ainsi شُئُون (šuʾūn, « chose, affaire », racine : شءن) au lieu d'un régulier mais inesthétique شُؤُون 
De même, quand la hamza suit une voyelle longue de même support qu'elle, l'écriture moderne tend à l'écrire en ligne alors que cette forme n'existe pas dans l'écriture classique pour la hamza médiane.
On écrira ainsi دَءُوب  (daʾūb, travailler, racine دءب) au lieu d'un théorique دَؤُوب
D'autre part, le support de la hamza tend à se lexicaliser : alors que ce support dépend théoriquement des voyelles environnantes, une hamza finale tend à rester invariable même lorsque le suffixe grammatical varie.

### Variantes dans la prononciation

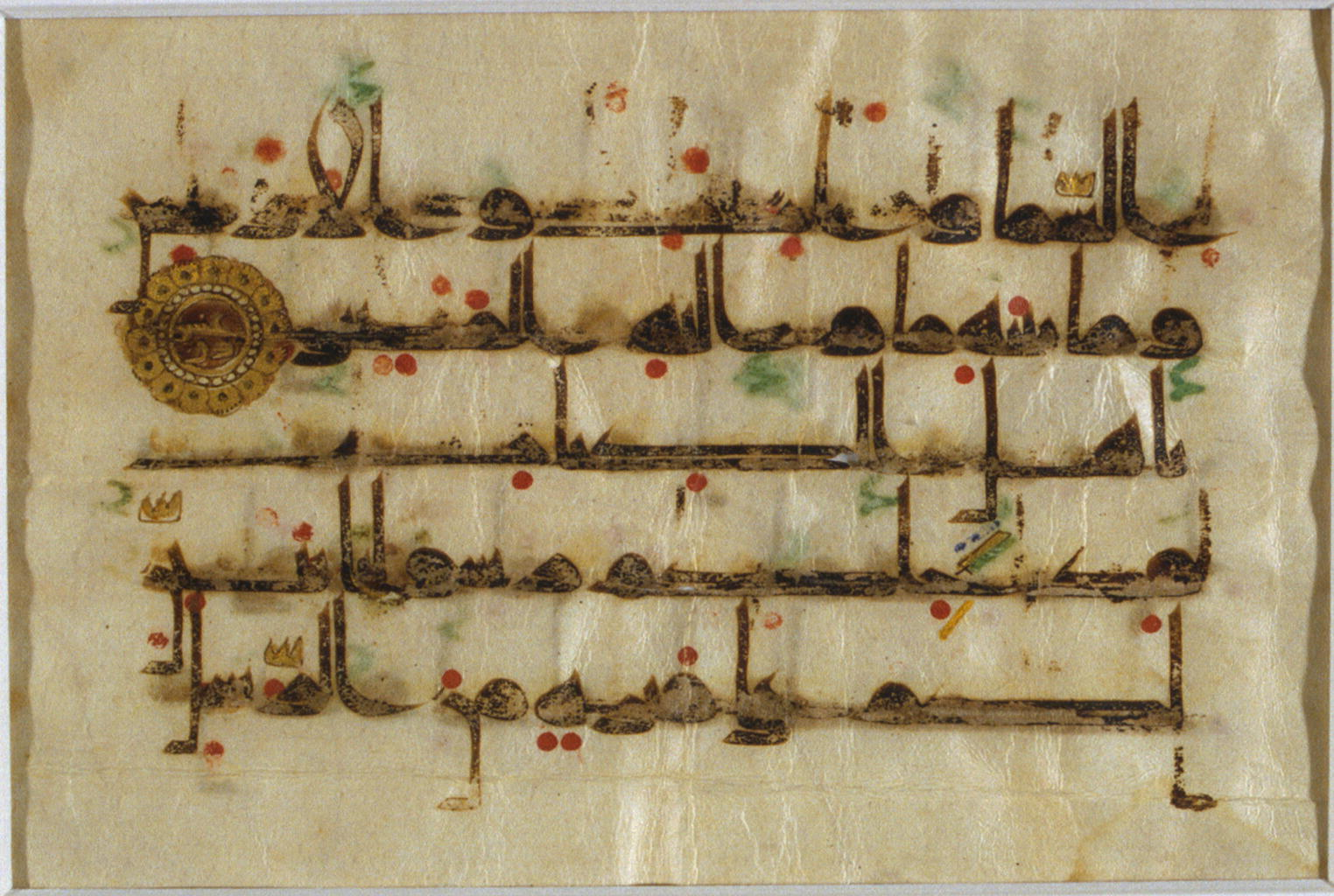
Manuscrit koufique où la hamza a été rajoutée à l'encre verte.

La hamza marque à la base une articulation faible entre consonnes formant diérèse : le « coup de glotte » léger dans « iʾu », semi-consonne sourde, fait la différence d’avec une liaison par semi-voyelle « iyu », qui apparaît nécessairement s’il n’y a pas de suspension de la vocalisation. Par ailleurs, en début de syllabe la hamza est une réattaque vocalique ; en fin de syllabe fermée elle se traduit par une légère emphase et un repos de la voix pendant l’aspiration.
La hamza marque fondamentalement une diérèse. C’est une semi-consonne neutre, qui peut disparaître quand il n’y a pas de rencontre entre deux voyelles, ou au contraire être renforcée par un W ou un Y lorsque l’articulation doit être plus marquée ou adoucie et est alors vocalisée. C'est cette transformation facile de la hamza en une voyelle longue qui a historiquement conduit à sa position particulière dans l'alphabet ; et cette transformation se fait encore sentir de nos jours.
En arabe moderne, la hamza en milieu de mot tend à se prononcer sans marquer l’arrêt vocalique ; et les supports  ئ et  ؤ se transforment en lettres de prolongation ya  ي et waw  و dès qu’ils sont précédés ou suivis d’une voyelle, à l’exception cependant de  ئِ et  ؤُ. C’est à cause de cette assimilation que les verbes à troisième radicale hamzée se confondent aussi assez souvent avec les verbes nommés proprement défectueux, c'est-à-dire dont la dernière radicale est un ya ou un waw .
En particulier, les séquences de type « iʾi » et « uʾu » sont de fait équivalentes à « iyi » ou « uwu », qui ne se distingue pas des voyelles longues correspondantes. De même, si « aʾa » est équivalent d’un « â » long, ceci peut expliquer qu’un « ā » long devant une lettre redoublée par un teschdid s’écrit parfois avec un alif madda ( آ ), comme dans ضَآلُّونَ (ḍâllûn, errant), ce qui n’est plus une anomalie s’il est l’équivalent de ḍa-’al-lûn.
La hamza peut se rencontrer en position quiescente, en fin de syllabe. Dans ce cas, elle transforme la voyelle précédente en longue et supprime la hamza, celle-ci ne portant pas de voyelle, il n’y a dans ce cas pas de diérèse à faire, son effet principal est de transformer la syllabe précédente en syllabe longue. Le même effet peut être obtenu en remplaçant la hamza par une lettre de prolongation. On aura dans les deux cas la même « lettre faible », jouant soit le rôle de lettre de prolongation, soit celui de support de la hamza. Cette transformation est obligatoire dans les syllabes commençant et se terminant par une hamza. Dans ce cas, la deuxième hamza est supprimée de l’écriture pour ne laisser que la lettre de prolongation.

## Formes écrites

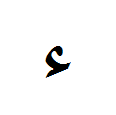
Forme de la hamza isolée.

La hamza peut s'écrire isolément, comme s'il s'agissait d'une lettre de l'alphabet arabe, ou sous forme de diacritique. Quelle que soit sa position, la hamza a toujours la même forme, et ne se lie ni devant ni derrière. En revanche, sa taille varie suivant qu'elle est en ligne ou sous forme de diacritique.
Lorsqu'elle est écrite en ligne, sans support, elle prend toujours la forme d'une lettre « isolée », et sa taille est comparable à celle des autres lettres :
تَفَاءَل (tafāʾal, optimiste, racine فءل).
On peut également rencontrer une hamza en position haute sans support propre. Cette hamza haute peut suivre une lettre qui prend alors une forme finale (ou isolée), mais qui peut également prendre une forme médiane (ou initiale) et se lier à la lettre qui suit la hamza, laquelle est dans ce cas écrite au-dessus de la liaison entre les deux lettres qui l'encadrent (en composition, le diacritique prend position sur une kashida).
هَيْـَٔة (hayʾat, forme extérieure, racine هيء).
En milieu de mot, la hamza est normalement portée par un alif, un waw ou un ya, s'accordant suivant les voyelles qui la précèdent et la suivent (l'ordre de priorité étant ya, waw, alif et absence de voyelle). Le ya homologue au i est en réalité sans points, un ʾalif maqṣūra. Ainsi, dans une écriture entièrement voyellée, les trois supports se présenteront ainsi :
- Dans رَئِيس (raʾīs, le chef), la hamza est entre un a et un i (long), et est portée par un ʾalif maqṣūra :   ئــئــئ  ئ
- Dans فُؤَاد (fuʾād, le cœur), elle est entre un u et un a (long), et est portée par un waw : ؤــؤــؤ  ؤ
- Dans رَأْس (raʾs, la tête), elle est entre un a et une absence de voyelle, et est portée par un alif : أــأــأ  أ

Noter dans ces exemples que le support et sa hamza reçoivent eux-mêmes normalement des diacritiques, traduisant la voyelle qui suit la hamza, et que cette voyelle peut elle-même recevoir une lettre de prolongation. Une exception majeure, toutefois, est que l'on ne fait jamais suivre deux alif l'un derrière l'autre. Un alif-hamza se prolonge par l'apparition du madda : c'est un signe en forme de tilde que l'on place au-dessus de l'alif, pour indiquer qu'il faut le prononcer comme une hamza ayant pour voyelle un "â" long. On aura ainsi :
قُرْآن (qurʾān , le Coran), où آ note la séquence ʾā, donc à la fois la hamza (dont le support est dans cette position un alif), la voyelle a, et sa lettre alif de prolongation.
La hamza théoriquement supportée par un alif peut être portée par un lam-alif, notamment lorsque le support fait sa ligature avec le préfixe el défini :
الإِنْتِظَار (el-ʾintizâr, le parking — noter que la hamza reste considérée comme « en position initiale » derrière le el).
Une hamza peut se rencontrer sur d'autres lettres dans les écritures dérivées de l'alphabet arabe.
- Dans l'alphabet perso-arabe, une hamza peut être supportée par un hā :   هٔــهٔــهٔ  هٔ
- Dans l'alphabet pachto, supportée par un ḥā :   ځــځــځ  ځ
- Dans l'alphabet ormuri, supportée par un rā :   ݬــݬــݬ  ݬ

## Écriture de la hamza stable
Il faut considérer sa place dans le mot graphique (et non dans le mot prononcé) : dans أَلسَّمَاءُ as-samāʾu, « le ciel (cas sujet défini) », hamza est la dernière lettre (et non le dernier phonème). En effet, le u final est la voyelle casuelle, qui n'est pas prononcée dans la conversation courante ; ce pourrait d'ailleurs être un tanwīn : سَمَاءٌ.

### Hamza tahrià l'initiale
- Elle a toujours le support ʾalif et elle est toujours suivie d'une voyelle ; c'est un diacritique ;
- Elle se place au-dessous du ʾalif si la voyelle qui suit est /i/, long ou bref, que le texte soit vocalisé ou non : إِ et إ notent tous deux ʾi, comme dans le prénom ʾIbrāhīm, écrit إِبْرَاهِيم ou إبراهيم ;
- Elle se place au-dessus du ʾalif dans les autres cas : ʾa est noté أَ ou أ, tandis que ʾu est écrit أُ ou أ, par exemple ; ainsi أَنْتَ ou أنت ʾanta, « toi (masculin) » ; أُسْبُوع ou أسبوع ʾusbūʿ, « semaine » ; أَيْنَ ou أين ʾayna, « où », etc.

### Hamzaà la finale
- Son support varie selon le timbre de la voyelle qui précède (à condition que la hamza ne soit pas porteuse d'une autre voyelle elle-même) ;
- Dans tous les cas, si la hamza est précédée par une sukūn ou une voyelle longue, la hamza s'écrira dans la ligne, donc sans support. Les exemples suivants personnifient cette règle : شَيْء šayʾ, « chose » ; شَاءَ  šāʾa, « il a voulu » ; ضَوْء ḍawʾ, « lumière ». De plus, la lettre alif étant toujours longue, jamais une hamza ne prendra la lettre ʾalif comme support dans cette position ! Les exemples suivants démontrent cet état de fait : شَاءَ  šāʾa « il a voulu » ; بَاْء bāʾ, « lettre B ».
- Dans tous les autres cas, la règle de la hamza médiane prévaut (hamza rafik) généralement. La règle est simplifiée puisque cela ne concerne que les voyelles courtes dans cette partie. Il s'agit de /a/, /i/ ou /o/ suivis de hamza, celle-ci étant un diacritique et ses supports étant dans ce cas respectivement ʾalif, yāʾ hamza (sans points), wāw : مُبْتَدَأ mubtadaʾ, « commencement ». Malgré tout, on retrouve des caractères (hamza) sur la ligne au-delà de la règle (à l'instar du Waw diphtongue en position médiane dans le mot, donc 2 possibilités également dans ce cas).

### Hamza rafikau milieu du mot (dite en position médiane)
Lorsque la hamza suit une voyelle longue ou une diphtongue (donc, doit être écrite derrière une lettre infirme ا, و, ي) :
- Après un Yā, qu’il soit voyelle longue (-īʾ-) ou diphtongue (-ayʾ-), le support de la hamza est toujours un second Yā, sans points.
- Après un Waw voyelle longue (-ūʾ-), la hamza est toujours en ligne.
- Après un Waw diphtongue (-awʾ-), la hamza est en ligne, ou supportée par la voyelle suivante (sauf pour awʾū, cas où la Hamza est toujours en ligne : وْءُو et nonوْؤُو).
- Après un alif long, si l’autre voyelle est un kesra ِـ long ou court, la Hamza est au-dessus d'un Yā ى sans point. Si l’autre voyelle est un dhamma ـُ court, la hamza est au-dessus d'un Waw و. Dans les autres cas, la Hamza est en ligne.

Dans les autres cas, il faut comparer V¹ et V² ; la hamza prendra comme support la consonne liée à la voyelle la plus forte directement en contact avec la vocalisation de la hamza, selon la hiérarchie [i] > [u] > [a] > sukūn :
- Ainsi, dans le cas où V¹ et V² sont [a] et sukūn, le support sera un ʾalif :raʾs, « tête », رَأْس ([a] puis sukūn[10]).
- Autre exemple : حَقَائِب ḥaqāʾib, « valises » (support yāʾ hamza car [i] > [a]).
- Si l’une ou l’autre des « voyelles » que sépare la hamza est un djezma ْ, la hamza prend donc pour support la lettre infirme associée à l’autre voyelle. (بئر / bi'r / puits, مؤمن / mu'min / confesseur, croyant, رأس / ra's / tête). Dès lors, si la hamza reste non-vocalisée (et que donc une consonne la suit), la voyelle avant la hamza est décisive et si c'est la hamza qui suit une consonne non vocalisée, c'est in fine la voyelle qui suit la hamza qui est décisive selon le même principe.
- Si l’une ou l’autre voyelle est un kesra ِـ , la hamza est au-dessus d'un Yā ى sans point (رئة / riʾa / poumon). ;
- Sinon si l’une ou l’autre voyelle est un dhamma  ُـ, la hamza est au-dessus d'un Waw و (سؤال / suʾāl / question) ;
- Sinon si les deux voyelles sont un fatha ـَ, la hamza est au-dessus d'un alif ا (سأل / saʾala / demander).
- Il n'est possible de trouver que les deux lettres voisines de la hamza portent la sukūn (sauf pour le cas des voyelles longues qui n'ont pas valeur de sukūn dans ce cas précis, il faut le préciser).
- Si V¹ est un ā et V² une fatḥa ou un sukūn la hamza n'a pas de support et prend la forme indépendante (écriture dans la ligne). Ceci ressort du fait que l'on ne peut pas faire suivre deux lettres alif à la suite (sauf alif maddah pour la voyelle longue "a") :
شَاءَ  šāʾa « il a voulu ».

Le cas contraire ou inverse à ce dernier cas (V¹ une fatḥa ou un sukūn et V² un ā) engendrera l'écriture d'un alif maddah pour constituer la voyelle longue "a" lequel inclura la hamza bien que celle-ci soit invisible; le tout à l'instar du début du mot (longue voyelle "a" et hamza invisible bien qu'existant). Cependant, ce dernier cas est général et pas systématique car on peut parfois trouver à la place la hamza dans la ligne comme : قـُرْءَان
Pour le novice, une erreur fréquente consiste à confondre le support de la hamza avec une voyelle longue voire une consonne. En effet, lorsque l'on définit le support de la hamza, on l'ajoute sur le lieu du mot de la vocalisation de justement cette hamza. Ce support ou la hamza dans la ligne peuvent porter une autre voyelle (celle qui suit la vocalisation de la hamza). Cette dernière voyelle peut même être longue. Dès lors, si le support est un Wa et que la lettre d'allongement est la même (voyelle longue de Wa), cela donnera un arrangement théorique (mot n'existant pas) comme celui-ci :
- طُؤُوط.

L'exemple précédent inclut les lettres ﻁ ou Ṭa comme consonne mais cela aurait pu être n'importe quelle autre consonne. De même, il y a une voyelle courte Wa (en fait dhamma, pour être exact) avant la hamza mais on aurait pu écrire un alif à la place mais pas Ya voyelle (qu'elle soit longue ou courte donc kesra) dans cet exemple ; sinon le support deviendrait cette dernière selon les règles précédentes. Pour finir, on peut remarquer toujours dans le même exemple en plus du reste encore que Wa support porte effectivement la hamza (ce qui le rend distinctif des autres Wa) ainsi que la voyelle qu'il porte au-dessus de la hamza ; voyelle qui serait courte sans le deuxième Wa de prolongation qui suit.
Pour ce qui est des règles générales, il existe un tableau sur la page anglaise dédiée au même sujet avec tous les cas généraux; le tout bien utile.
Il existe un dernier cas d'hamza en position médiane. Il s'agit dans ce dernier cas du support de la fathatan sans consonne préalable. À l'initiale, la hamza se situe "étrangement" avant la lettre alif puis tout autant étonnement en suspension au milieu du mot entre alif et celle à laquelle cette dernière lettre est liée (la précédente) avec par exemple : شَيْـًٔا. Il est facile de décoder cette possibilité en raison de la "double voyelle" (tanwine) indiquée sur la hamza dans ce cas et il ne faut pas suivre les règles précédemment stipulées pour ce dernier cas de figure (celui de la tanwine).

## Hamzainstable
La hamza dite « instable » n'apparaît qu'à l'initiale ; elle représente toujours le son suivi d'une voyelle mais à la différence de la hamza stable, l'instable ne se manifeste que si le mot qui la porte est en début de phrase ou après une pause. Ailleurs, la hamza et sa voyelle sont élidées.
Cette hamza instable est portée par un ʾalif dit « prosthétique ».
Cette écriture est induite par la structure syllabique de l'arabe : une syllabe y est soit une syllabe ouverte (de la forme « consonne + voyelle »), soit une syllabe fermée (de la forme « consonne + voyelle + consonne »). De ce fait, un mot en début d'énoncé ou après une pause ne peut pas commencer par deux consonnes ; pour pouvoir prononcer deux consonnes, elles doivent nécessairement être précédées par une voyelle (de même qu'en français, espérer a ajouté une voyelle devant son origine sperare).
Mais comme dans la structure syllabique de l'arabe, une syllabe ne peut pas non plus commencer par une voyelle, on ajoute formellement une hamza qui sert de consonne artificielle, et permet de porter la voyelle initiale. Ce ʾalif et sa hamza traduisent dans ce cas une « attaque vocalique », c'est-à-dire le fait de débuter une énonciation par une voyelle.

### Mots portant unehamzainstable
On trouvera donc une hamza instable dans deux cas :
- Les mots commençant par deux consonnes, c'est-à-dire dont la première consonne ne porte pas de voyelle ; c'est le cas :
  - au début de certaines formes verbales : l'impératif de la première forme et des formes vii à x ; l'inaccompli des formes vii à x ;
  - pour certains mots d'origine étrangère comme istūdiyū.
- Les mots commençant par une voyelle, c'est le cas :
  - au début de l'article ٱل, du pronom relatif, et du mot اَللّٰه Allāh, « Allah (Dieu) » ;
  - au début de certains noms, parmi lesquels ٱِبْن ʾibn, « fils » et ٱِسْم ʾism, « nom ».

### Écriture de laHamzainstable à l'initiale
Dans un texte vocalisé, on ne l'écrit pas au moyen de la lettre ou du diacritique hamza mais on garde le ʾalif de support seul, sans marque. Comme aucun mot ne commence par une voyelle, un ʾalif seul en début de mot dans un tel texte ne peut que porter une hamza instable et sa voyelle ; on peut aussi noter la voyelle sans la hamza, voire écrire les deux (plus rarement) : ʾal, « le, la », s'écrit le plus souvent ال, sinon اَل, et dans les ouvrages didactiques أَل (pour des raisons didactiques). La graphie اَل ne doit cependant pas faire penser que le mot se prononce al.
Comme la notation de la hamza instable est très flottante, on trouvera souvent de nombreuses orthographes pour un même mot.

### Prononciation de laHamzainstable élidée
La hamza instable ne servant qu'à marquer une syllabe-béquille aidant à la prononciation, il est normal qu'elle disparaisse ailleurs qu'en début d'énoncé, lorsqu'elle est précédée d'une voyelle.
Ailleurs qu'en début d'énoncé ou qu'après une pause, la hamza est élidée avec sa voyelle, puisque la syllabe prosthétique n'a plus lieu d'être. L'écriture, cependant, continue à la noter au moyen du ʾalif waṣla : ٱ, qui ne porte jamais de voyelle, puisque celle-ci est aussi amuïe. Ce diacritique est cependant rarement écrit en pratique.
- Toute voyelle longue qui précède une hamza élidée est abrégée, sans que l'écriture ne le montre : فِي fī, « dans » suivi du syntagme  الْفُنْدُق ʾal-funduq, « l'hôtel », s'écrit فِي ٱلْفُنْدُق, prononcé fi l-funduq alors qu'il est en réalité écrit fī ʾal-funduq. De manière plus courante, la graphie sera في ٱلفندق voire, encore plus couramment, في الفندق, sans waṣla.
- Si le mot précédent se termine par une voyelle casuelle, celle-ci est maintenue et sert de liason : قُبَّعَةُ ٱلسَّيِّدَة, qubbaʿat-u s-sayyida, le chapeau de la dame, mais قُبَّعَةِ ٱلسَّيِّدَة, qubbaʿat-i s-sayyida, du chapeau de la dame.
- Enfin, quand la lettre qui précède est une consonne fermant la syllabe (portant donc le sukūn) mais pas une consonne de prolongement, une voyelle de liaison est ajoutée. Elle est en général réalisée /i/, sauf dans quelques cas où elle est /u/ pour des raisons d'harmonisation vocalique, notamment après les désinences personnelles en /um/, ou /a/ après la préposition من. Exemples : كتبتِ البنت, katabat-i l-bint, "la jeune fille écrivit" ; عليكمُ السلام, `alaikum-u s-salâm, "[que] la paix [soit] sur vous" ; منَ النّاس, min-a n-nâs, "des hommes, parmi les hommes".

La hamza instable élidée peut même ne pas être écrite, quand des mots avec une telle hamza sont précédés d'un préfixe. Ainsi, la célèbre formule d'ouverture du Coran بِسْمِ ٱللَّهِ, bi-smi-llāhi « au nom de Dieu », s'analyse بِ bi (particule de serment, préfixe inséparable) suivi de إِسْمِ ʾismi, « nom », portant une hamza instable quand il est en position libre (c'est donc la forme trouvée dans les dictionnaires). Cette hamza instable est due au fait que le terme smi commence par deux consonnes attenantes. Les prépositions d'une seule lettre s'agglutinent au mot suivant. Ce rattachement (agglunination) dispense d'avoir à ajouter le i prosthétique porté par une hamza, et l'ensemble se dit et s'écrit simplement بِسْمِ bi-smi. La hamza instable ne s'écrit plus lors de la concaténation. Le mot suivant, اَللّٰه « ʾAllāh », s'écrit aussi avec hamza instable qui est élidée (même sans préposition) pour être écrite avec le ʾalif waṣla (comme pour un préfixe al- normal).

## Position dans le dictionnaire
Dans un dictionnaire arabe classique, les entrées sont triées par racines. Dans le cas où la hamza est une lettre radicale, il faut faire attention à ce que son support peut être variable, et apparaître dans l'écrit sous la forme de l'une ou l'autre des lettres faibles, ya, waw ou alif.
Conventionnellement, la hamza apparaît toujours comme un alif dans les têtes de section (alif-hamza), et occupe par conséquent le premier rang dans l'ordre alphabétique. Dans la recherche d'une racine hamzée, il faut donc remplacer le siège de la hamza par un alif, et le rechercher à cette position dans l'ordre alphabétique.